# Mickey Joe Harte
Mickey Joe Harte, född 1973, vann den första säsongen av Irlands uttagning You're a star, trots att hans konkurrent i finalen tävlade med en låt som bland annat var skriven av Ronan Keating.
Med låten We've Got the World Tonight fick han representera Irland i Eurovision Song Contest 2003 och han lyckades faktiskt få en tolvpoängare i poängutdelningen och slutade på 11:e plats.